# 迈克尔·麦金太尔
迈克尔·麦金太尔（英語：Michael McIntyre，1956年6月29日—），英国男子帆船运动员。他曾代表英国参加1984年和1988年夏季奥林匹克运动会帆船比赛，其中1988年奥运会获得一枚金牌。

## 家庭
女儿艾莉德·麦金太尔。